# 太行1943年5月战役
太行1943年5月战役，中国亦称太行1943年5月反“扫荡”，是中国抗日战争中，中日双方发生的战役。